# Římskokatolická farnost Lučice
Římskokatolická farnost Lučice je územním společenstvím římských katolíků v rámci havlíčkobrodského vikariátu královéhradecké diecéze.

## O farnosti

### Historie
Farní kostel sv. Markéty s plebánií je v Lučici doložen od 14. století.

### Současnost
Farnost má sídelního duchovního správce, který spravuje pouze tuto jedinou farnost.
| Kostel             | Místo       | Bohoslužba                                       | Bohoslužba                             | Poznámka     |
| ------------------ | ----------- | ------------------------------------------------ | -------------------------------------- | ------------ |
| Kostel sv. Markéty | Lučice      | neděle pondělí úterý středa čtvrtek pátek sobota | 8.30 8.00 18.00 8.00 (s adorací) 18.00 | farní kostel |
| Kaple sv. Václava  | Veselý Žďár | 1x ročně (poutní), jinak ne.                     | 1x ročně (poutní), jinak ne.           | obecní kaple |